# 伊藤幸子 (女優)
伊藤 幸子（いとう さちこ、1932年11月13日 - ）は、日本の女優、声優。本名は同じ。

## 経歴
千葉県出身。東京都立忍岡高等学校卒業。俳優座養成所出身。1957年に文学座に入団。1963年に現代演劇協会劇団雲の設立に参加した後、演劇集団 円に所属していた。

## 受賞
1960年新劇演技賞『陽気な幽霊』（エルビーラ役）

## 出演作品

### テレビドラマ
- 大奥（1968年、関西テレビ）－芳野 役
- 徳川おんな絵巻（1971年、関西テレビ）－お以予の方（加賀藩主の側室）役
- さぼてんとマシュマロ（1971年、日本テレビ） - 伊藤裕子 役
- ユタとふしぎな仲間たち（1974年、NHK総合） - 母 役
- 新・女捜査官（1983年、朝日放送）
- 花嫁人形は眠らない（1986年、TBS） - 今日子の母 役
- 君が嘘をついた（1988年、フジテレビ） - 久我友彦の母 役
- 外科病棟女医の事件ファイル（1991年、テレビ朝日） - 水野春江 役
- 華の誓い（1991年、東海テレビ） - 山口秋絵 役
- スウィートデビル（1998年、テレビ朝日） - ウラヌス 役
- 警部補 佃次郎9（1999年） - 鶴見恵子
- はぐれ刑事純情派（2003年） - 森田久仁恵

### 映画
- 高校生ブルース（1970年、大映） - 美子の母 役
- 黒の奔流（1972年、松竹） - 今村カツ子 役
- 女猫（1983年、にっかつ (日活ロマンポルノ) ） - 平塚琴枝 役
- 双子座の女（1984年、にっかつ (日活ロマンポルノ)）
- 黒いドレスの女（1987年、東宝） - めぐみ 役

### 吹き替え
- 陽気なネルソン 「ミス・ユニヴァースはいそがしい」（1960年、NHK総合）（ミス・ユニバース〈キャロル・モリス〉）
- ウィンスロウ少年（1962年、NHK総合）（キャスリン〈マーガレット・レイトン〉）
- 生活の悦び（1964年、NHK総合 放送時タイトル「生きるよろこび」）（〈アイリーン・ダン〉）
- 復活（1968年、NHK総合）（カチューシャ〈タマーラ・セーミナ〉）
- 弁護士ジャッド　
  - 「小鳥のいない島」（1968年、NHK総合）（エレイン〈アイダ・ルビノ〉）
  - 「嵐の夜に」（1969年、NHK総合）（リディア〈ヴェラ・マイルズ〉）
- 命ある限り（1969年、NHK総合）（〈パトリシア・ニール〉）
- 旅愁（1969年、NHK総合）（〈ジョーン・フォンテイン〉）
- 魅惑の巴里（1970年、NHK総合）（〈ケイ・ケンドール〉）
- ネオン輝く日々（1973年、NHK総合）（キャリー〈リー・グラント〉）
- 刑事コロンボ 毒のある花（1974年、NHK総合）（ビベカ・スコット〈ヴェラ・マイルズ〉）
- 警部マクロード（1975年、NHK総合）（クリス・コフリン〈ダイアナ・マルドア〉）
- スターロスト宇宙船アーク #10 「惑星群連盟警察出動」（1975年、NHK総合）（リアナ〈ヌアラ・フィッツジェラルド〉）
- 戦場にかける橋（1976年、フジテレビ）
- 戦争と平和（ナターシャ・ロストワ〈リュドミラ・サベーリエワ〉）
- 遥かなる西部（1982年、NHK総合）（リーザ〈サリー・ケラーマン〉）
- ナイトライダー（1987年、テレビ朝日）シーズン2 #15（ローラ・カーティス〈リーン・マルタ〉）
- チップス先生さようなら（1988年、フジテレビ）（キャサリン〈ペトゥラ・クラーク〉）

### 舞台
- 陽気な幽霊（作・ノエル・カワード、1960年）
- パリ繁昌記（作・中村光夫、演出・長岡輝子。文学座、1962年）
- お気に召すまま（訳・福田恆存、演出・大橋也寸。劇団雲、1971年、日経ホール）